# Clássico Vovô
De Clássico Vovô, of meer compleet O vovô de todos os clássicos (de opa van alle klassiekers) is de oudste derby in het voetbal in Brazilië. Hij wordt gespeeld tussen Botafogo en Fluminense, beiden teams uit de stad Rio de Janeiro.

## Geschiedenis

### Achtergrond

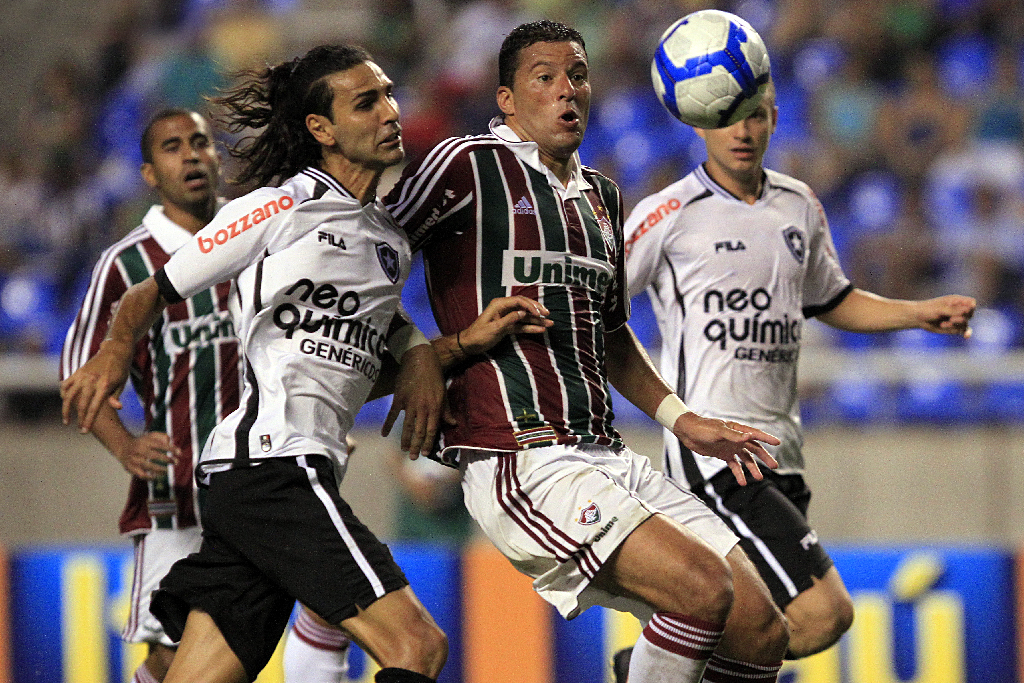
Clássico Vovô.

De rivaliteit tussen de twee teams bestaat al sinds 1905. Zij gaat zo ver dat pas in 1996 een oplossing kwam voor het grootste punt van discussie tussen de twee clubs, dat ontstaan was tijdens het staatskampioenschap van 1907. In dat kampioenschap eindigden de twee clubs met hetzelfde aantal punten bovenaan. Fluminense had het betere doelsaldo en riep zichzelf uit tot winnaar. Botafogo accepteerde dit niet en eiste een beslissingswedstrijd, waar Fluminense op haar beurt niet aan wilde meewerken. Probleem was dat er in die tijd nog geen regulering was voor het geval zoiets zou gebeuren, en er dus geen officiële winnaar kon worden uitgeroepen. Na een lange juridische strijd werd in 1989 uiteindelijk Botafogo kampioen verklaard, maar Fluminense vocht dit aan en werd op haar beurt uitgeroepen tot kampioen. In 1991 staakte Botafogo de strijd, en was bereid het kampioenschap aan Fluminense te geven. Fluminense bleek echter weinig zin te hebben om op deze manier de titel binnen te slepen en gaf op haar beurt in 1995 ook het kampioenschap op. In 1996 zorgde de voorzitter van de voetbalbond in Rio de Janeiro er uiteindelijk voor dat alle twee de clubs de titel van 1907 mochten bijschrijven op het palmares.

### Wedstrijden
De eerste wedstrijd die de twee teams ooit tegen elkaar speelde vond plaats op 22 oktober 1905 en werd door Fluminense met 6-0 gewonnen. Lange tijd stond de tweede wedstrijd in 1906, die met 8-0 werd gewonnen door Flu, bekend als de allereerste wedstrijd. Recente ontdekkingen in archieven hebben de zaak echter opgehelderd.
Het aantal directe finales tussen de twee teams is in de geschiedenis van het staatskampioenschap van Rio de Janeiro redelijk beperkt gebleven. De eerste editie waarin de ontmoeting tussen de twee de winnaar zou opleveren was pas in 1943, toen zowel América, Flamengo, Fluminense en Botafogo gelijk eindigden in de competitie en in een kampioenscompetitie de winnaar moesten uitmaken. Toen alleen nog Botafogo-Fluminense gespeeld moest worden had eerstgenoemde 8 punten en ging Flu aan de leiding met 9 punten. Een gelijkspel was dus genoeg voor Flu, maar aan de hand van topscorer Ademir de Menezes won het zelfs met 1-0.
Een andere finale tussen de twee clubs van Rio die zich vooral met de middenklasse en rijken identificeren was die van 1957. De omstandigheden waren ongeveer gelijk, en weer hoefde Fluminense maar één punt te halen om het kampioenschap binnen te halen. Bovendien was Fluminense, ondanks sterren als Nílton Santos en Garrincha bij Botafogo, de favoriet. Maar die 22e december was de dag van Paulo Valentim, die vijf keer scoorde in de door Botafogo met 6-2 gewonnen wedstrijd.
De editie van 1975 wordt door geen fan vergeten. Met nog vier wedstrijden te gaan stond Botafogo een straatlengte voor op haar achtervolgers, maar speelde twee keer gelijk en verloor tegen Flamengo, waardoor de strijd weer open lag. Nog steeds echter had Botafogo alles in eigen hand; een gelijkspel tegen Fluminense was wederom genoeg. In de 87e minuut was het echter Fluminense-spits Lula die niet onomstreden 1-0 scoorde, en op die manier de beker naar Laranjeiras bracht.

### Records en reeksen
Van de zomer van 1923 tot de herfst van 1929 bleef Fluminense 14 wedstrijden op rij ongeslagen tegen Botafogo. Bovendien werden van deze veertien slechts twee gelijkgespeeld, en de rest allemaal gewonnen. Botafogo stelt daartegenover een stuk minder imposante reeks van 12 gewonnen wedstrijden tussen eind november 1960 en april 1964, waarvan er acht werden gewonnen.
De titel van grootste uitslag wordt gedeeld door een 6-4-overwinning van Fluminense op 15 juni 1947 en een 5-5 gelijkspel twee weken later. De grootste overwinning van Fluminense is de tweede wedstrijd die ooit werd gespeeld tussen de twee ploegen: 8-0. Fluminense heeft er bovendien een handje van om met grote cijfers te winnen: in 1905 en 1906 werd met 6-0 gewonnen, in 1965 met 7-2 en in 1994 met 7-1, om een aantal voorbeelden te noemen. De grootste overwinning van Botafogo is een 6-1 uit 1910. Op een 6-2 uit 1957 en een 4-0 uit 1973 na is het Botafogo nooit gelukt om een grote score neer te zetten tegen Fluminense.

## Best bezochte wedstrijden
1. Fluminense 1x0 Botafogo, 142.339, 27/06/1971 .
2. Fluminense 1x1 Botafogo, 114.575, 04/09/1983 .
3. Fluminense 2x1 Botafogo, 109.705, 21/04/1975 .
4. Fluminense 1x1 Botafogo, 105.299, 23/03/1969 .
5. Fluminense 1x2 Botafogo, 104.516, 13/07/1958 .
6. Fluminense 0x1 Botafogo, 100.703, 17/08/1975 .

## Statistiek
| Wedstrijden | Wedstrijden               | Wedstrijden | Wedstrijden | Wedstrijden | Wedstrijden | Wedstrijden | Wedstrijden | Wedstrijden | Wedstrijden |
| Competitie | Competitie                | W           | BOT         | G           | FLU         | DBOT        | DFLU        |             |             |
| --- | ------------------------- | ----------- | ----------- | ----------- | ----------- | ----------- | ----------- | ----------- | ----------- |
| FLU | Campeonato Carioca        | 208         | 63          | 61          | 84          | 289         | 337         |             |             |
| - | Campeonato Brasileiro     | 26          | 9           | 8           | 9           | 36          | 33          |             |             |
| FLU | Copa Roberto G. Pedrosa   | 4           | 1           | 1           | 2           | 6           | 7           |             |             |
| BOT | Torneio Rio-São Paulo     | 17          | 6           | 7           | 4           | 29          | 31          |             |             |
| BOT | Nationale Toernooien      | 35          | 13          | 10          | 12          | 54          | 50          |             |             |
| BOT | Internationale Toernooien | 3           | 2           | 1           | 0           | 6           | 3           |             |             |
| BOT | Vriendschappelijk         | 14          | 6           | 4           | 4           | 37          | 37          |             |             |
| FLU | TOTAAL                    | 307         | 100         | 92          | 115         | 457         | 498         |             |             |
| BOT | Maracanã                  | 170         | 60          | 55          | 55          | 228         | 230         |             |             |
| W - wedstrijden; BOT - overwinningen Botafogo; G - gelijke spelen; FLU - overwinningen Fluminense; DBOT - doelpunten Botafogo; DFLU - doelpunten Fluminense |                           |             |             |             |             |             |             |             |             |
| bijgewerkt tot en met 28 mei 2006 |                           |             |             |             |             |             |             |             |             |